# Ворошиловський район (Донецьк)
Вороши́ловський район — центральний адміністративний район Донецька, розташований на правому березі річки Кальміус (Нижньокальміуського водосховища) між, власне, Кальміусом та міськими ставками, що на його притоці, річці Бахмутка (Скоморошина). Площа району — 9,8 км², населення — 94 228 осіб (2001). Названо на честь Климента Єфремовича Ворошилова.
Заснований 1973 року. Виділений зі складу Калінінського району Донецька, ставши центральним районом міста як в географічному, так і економіко-політичному та соціокультурному плані.

## Географія
Межує на півночі з Київським, сході — Калінінським, півдні — Ленінським, заході — Куйбишевським районами Донецька.

## Населення
За даними перепису 2001 року населення району становило 94 228 осіб.

### Мовний склад
Рідна мова населення за даними перепису 2001 року:
| Мова       | Чисельність, осіб | Доля     |
| ---------- | ----------------- | -------- |
| Українська | 9 656             | 10,25 %  |
| Російська  | 83 002            | 88,08 %  |
| Інше       | 1 570             | 1,67 %   |
| Разом      | 94 228            | 100,00 % |

## Органи влади і державні установи

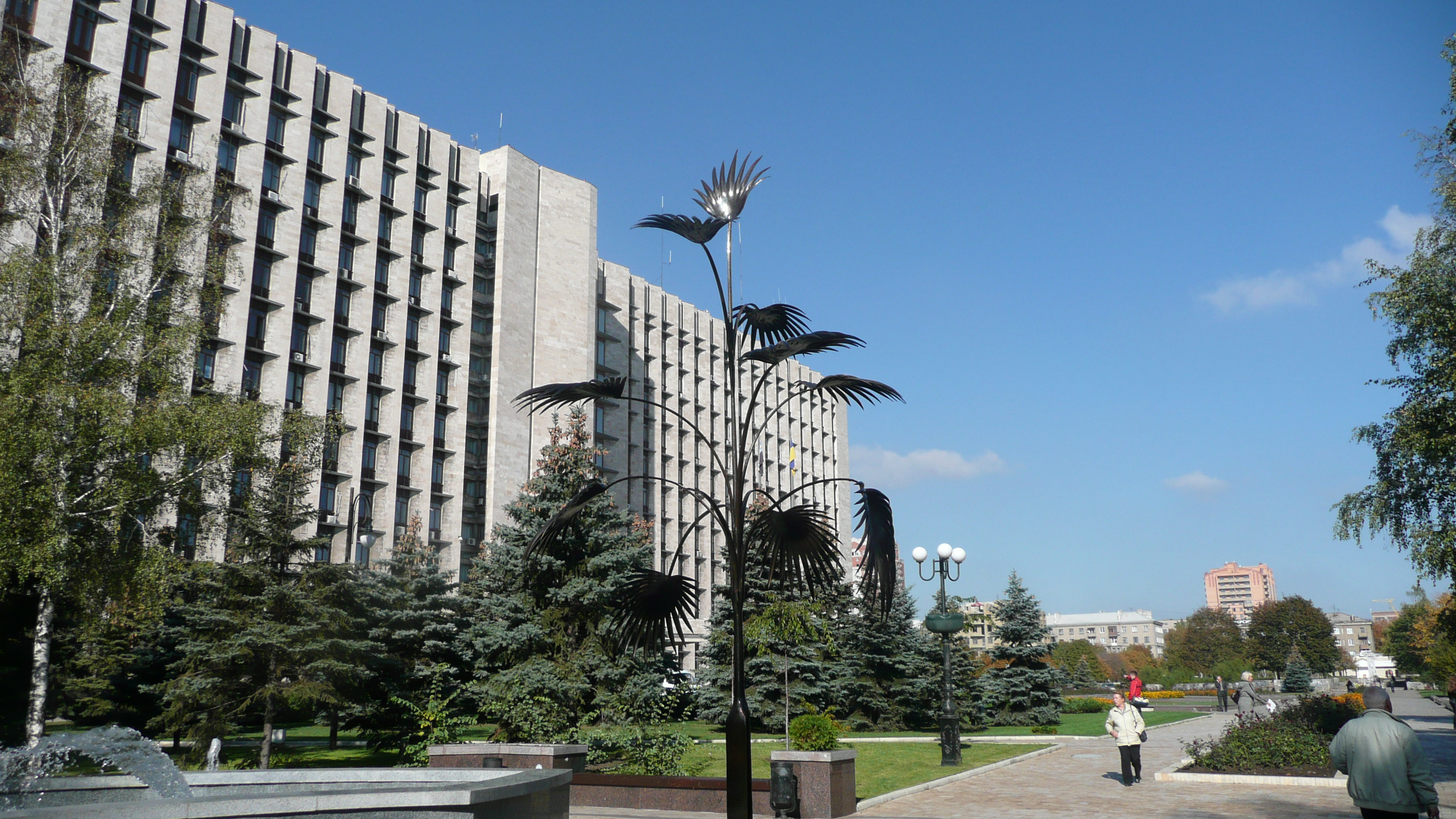
Донецька обласна державна адміністрація та одна з копій Пальми Мерцалова у Ворошиловському районі Донецька

У районі містяться всі центральні міські та обласні органи управління Донецька і Донецької області:
- Донецька обласна державна адміністрація та обласна рада
- Донецька міська рада та виконавчий комітет
- Донецьке міське та обласне управління МВС
- Донецька міська та обласна прокуратура
- Міністерство вугільної промисловості
- Державний архів Донецької області
- Палац урочистих подій (Центральний міський РАЦС)
- Дирекція Донецької філії ПАТ «Укртелеком»
- Головпоштамт та інші.

## Визначні об'єкти

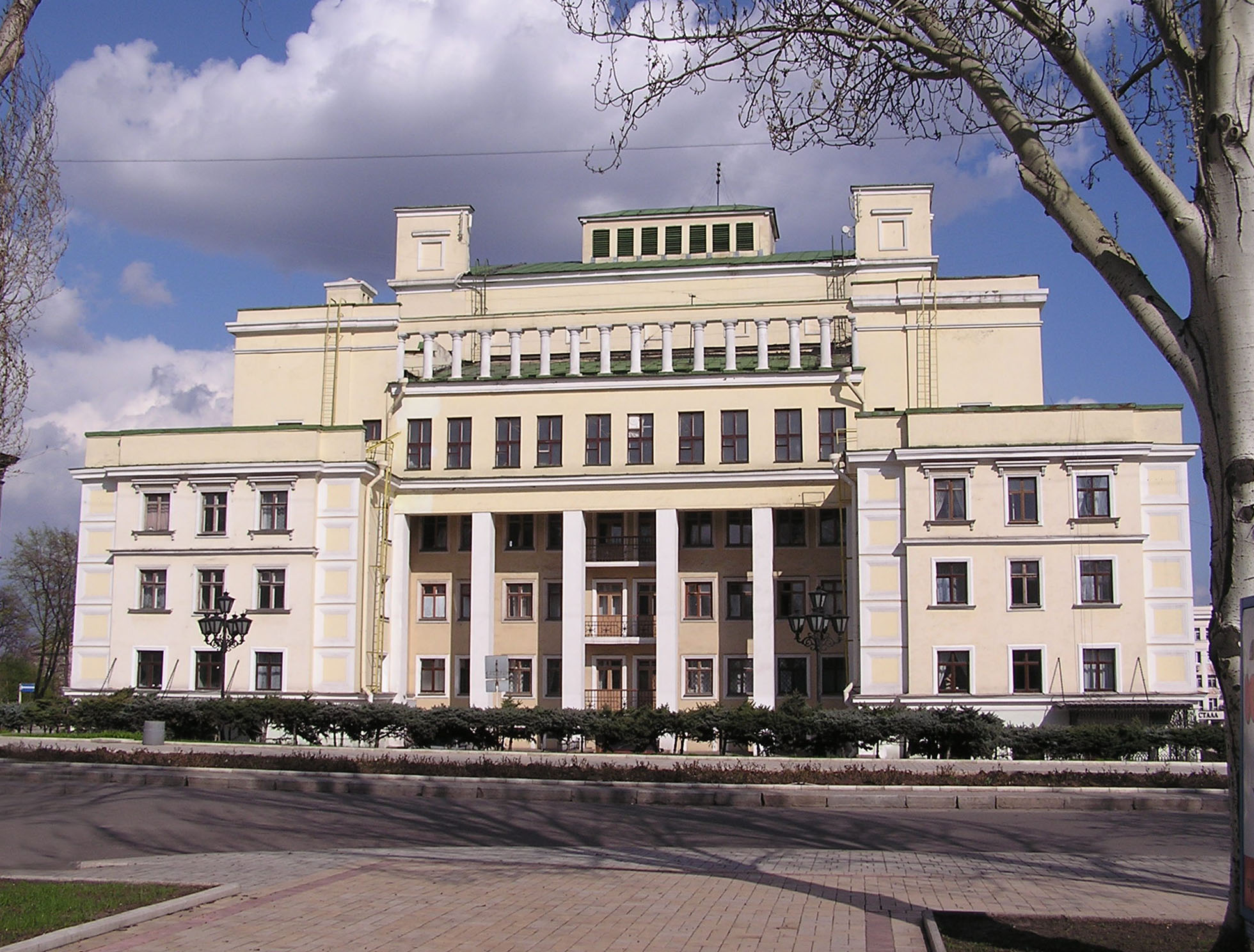
Донецький театр опери і балету, фасад із проспекту Гринкевича

### Мистецтво, культура та відпочинок
- Донецький академічний державний театр опери та балету імені Анатолія Солов'яненка
- Донецький академічний український музично-драматичний театр
- Донецька обласна філармонія імені С. С. Прокоф'єва
- Донецький цифровий планетарій

#### Кінотеатри
- - Донецький театр кіно ім. Т.Г. Шевченка
  - Кінопалац «Зірочка»
  - Мультиплекс (ТРЦ «Золоте кільце»)
  - ККЦ «Кінокульт»
  - кінотеатр «Крістал» (не працює)
  - кінотеатр «Червона шапочка» (не працює)

#### Музеї та виставки
- - Донецький обласний художній музей (бул. Пушкіна, 35)
  - Донецький міський виставковий комплекс «Акваріум» (вул. Маяковського, 23)
  - Музей єврейського населення Донбасу (Октябрська вул., 39)
  - Донбаський історико-літературний музей Василя Стуса (у будівлі бібліотеки ім. Крупської)
  - Музей телефонного зв'язку (Комсомольський пр., 22)
  - Музей історії донецької міліції (вул. Горького, 61)
  - Музей фотожурналістики та фототехніки (вул. Шекспіра, 11)
  - Аптека Лаче (вул. Постишева, 129)
- «Жінка-птах»
- Аквапарк Aquasferra (парк Щербакова)
- Дельфінарій Nemo (парк Щербакова)

### Релігія
- Свято-Преображенський кафедральний собор
- Храм Різдва Христового
- Храм Святого Мученика Іоанна-Воїна
- Храм-каплиця Преподобного Сергія Радонезького

### Пам'ятники

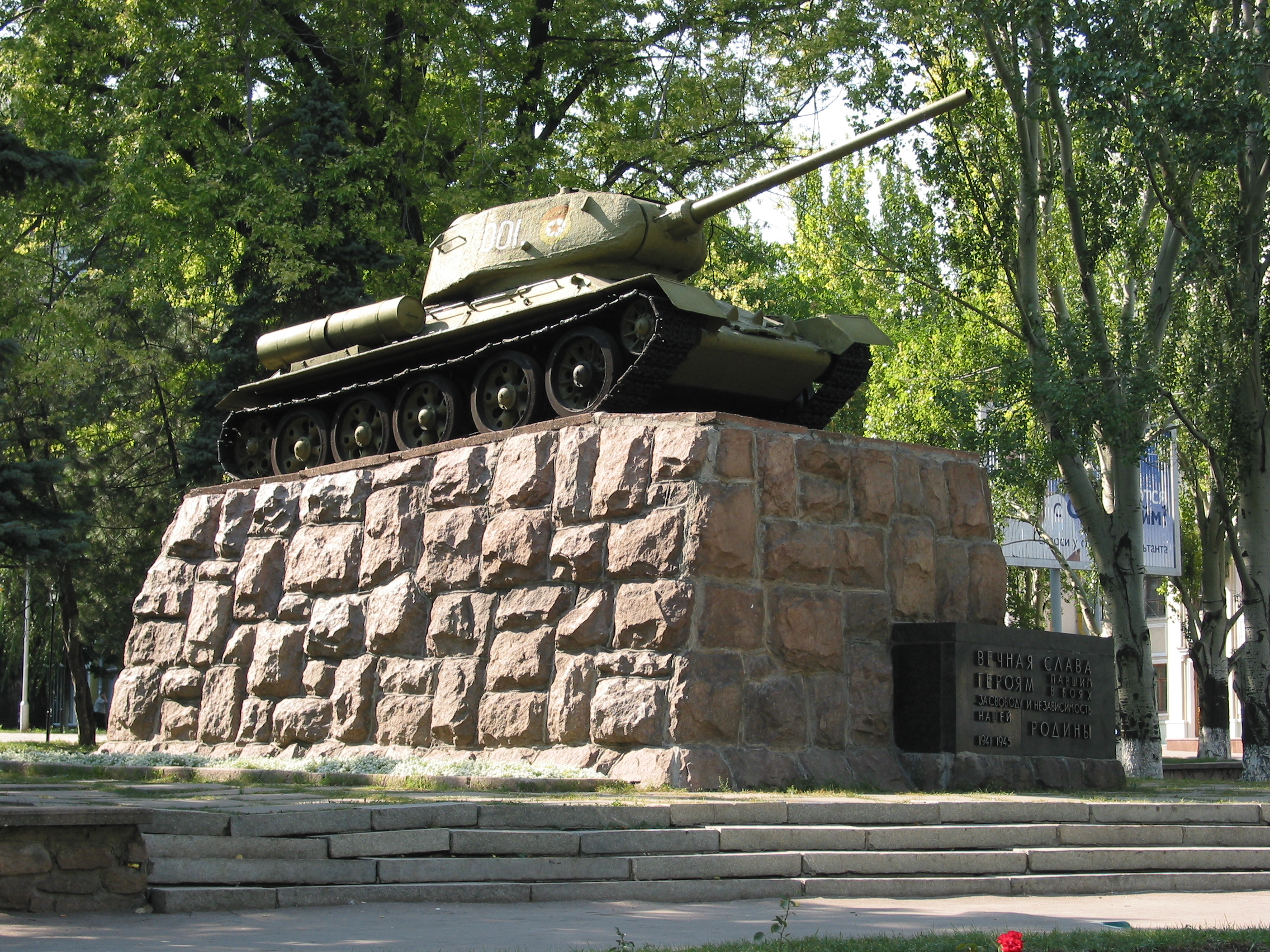
Пам'ятник Гринкевичу

Пам'ятникThe Beatles студентського розважального комплексу «Liverpool»

Пам'ятники на території Ворошиловського району за роком встановлення:
- 1937 — Пам'ятник Дзержинському
- 1953 — Пам'ятник стратонавтів
- 1954 — Пам'ятник Гурову
- 1955 — Пам'ятник Берві-Флеровському на його могилі
- 1955 — Пам'ятник Тарасу Шевченку
- 1957 — Група могил борців за Радянську владу
- 1964 — Пам'ятник Гринкевичу
- 1967 — Пам'ятник Леніну
- 1967 — Пам'ятник Артему
- 1969 — Пам'ятник Пушкіну на бульварі Пушкіна
- 1977 — Пам'ятник викладачам, вихованцям і співробітникам Донецького політехнічного інституту
- 1997 — Дзвін з міста-побратима Бохума
- 1998 — Пам'ятник співробітникам органів внутрішніх справ
- 2001 — Пам'ятний барельєф поету В. Стусу
- 2001 — Пам'ятник Джону Юзу
- 2001 — Цар-гармата
- 2002 — Пам'ятник Анатолію Солов'яненку
- 2002 — Статуя «Архістратиг Михаїл» у Свято-Преображенського кафедрального собору
- 2005 — фронтонна фігура Мельпомени на донецькому драматичному театрі
- 2006 — Пам'ятник жертвам чорнобильської катастрофи
- 2006 — Пам'ятникThe Beatles
- 2007 — Річки Донбасу
- 2007 — Пальма Мерцалова у облдержадміністрації
- 2007 — Скульптурні композиції, що втілюють основні промислові галузі регіону
- 2007 — Пам'ятник Олександру Астраханю
- 2007 — Пам'ятник студенту (корпус економіко-правового факультету ДонНУ)
- 2008 — «Юність» (пл. Леніна)
- 2009 — Пам'ятник Миколі Федоровичу Ватутіну
- Скіфська композиція — Пектораль з кургану Товста Могила, скіфський воїн («Золотий скіф») і скіфський шолом
- Пам'ятник Туган-Барановському
- Пам'ятник страховому агенту
- Пам'ятник Жінкам Донбасу (пл. Леніна)
- Пам'ятник «У перспективі» (пл. Леніна)
- Скульптура «Добрий ангел миру» (парк Щербакова)
- Розстріляним патріотам міста (пр. Маяковського)
- Комбайн прохідницький КСП-32

### Парки, сквери та бульвари
- Центральний парк культури і відпочинку імені Щербакова
- Міський сад
- Донецький парк кованих фігур
- Український степ
- Шефілдський сквер (південна частина набережної Нижньокальміуського водосховища)
- сквер «Сокіл»
- Преображенський сквер
- Першотравневий сквер (площа Леніна)
- сквер Полеглих Комунарів
- сквер імені Максима Горького
- сквер імені 50-річчя Перемоги
- набережна Нижньокальміуського водосховища
- бульвар Пушкіна
- бульвар Шевченка

### Водойми
- Нижньокальміуське водосховище (р. Кальміус)
- 1-й, 2-й та 3-й міські ставки (р. Бахмутка (Скоморошина), притока Кальміусу)

## Освіта і наука

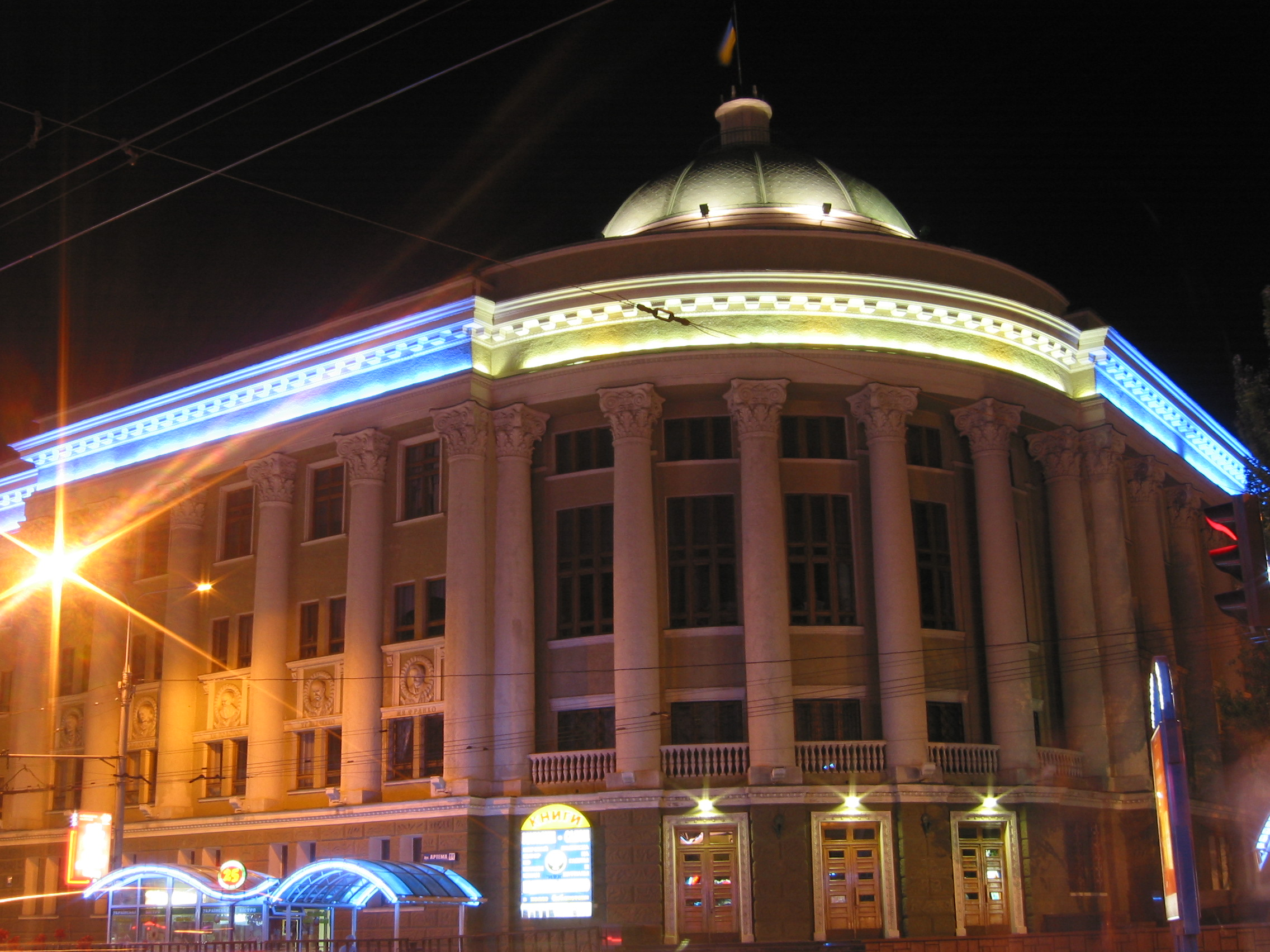
Бібліотека імені Крупської

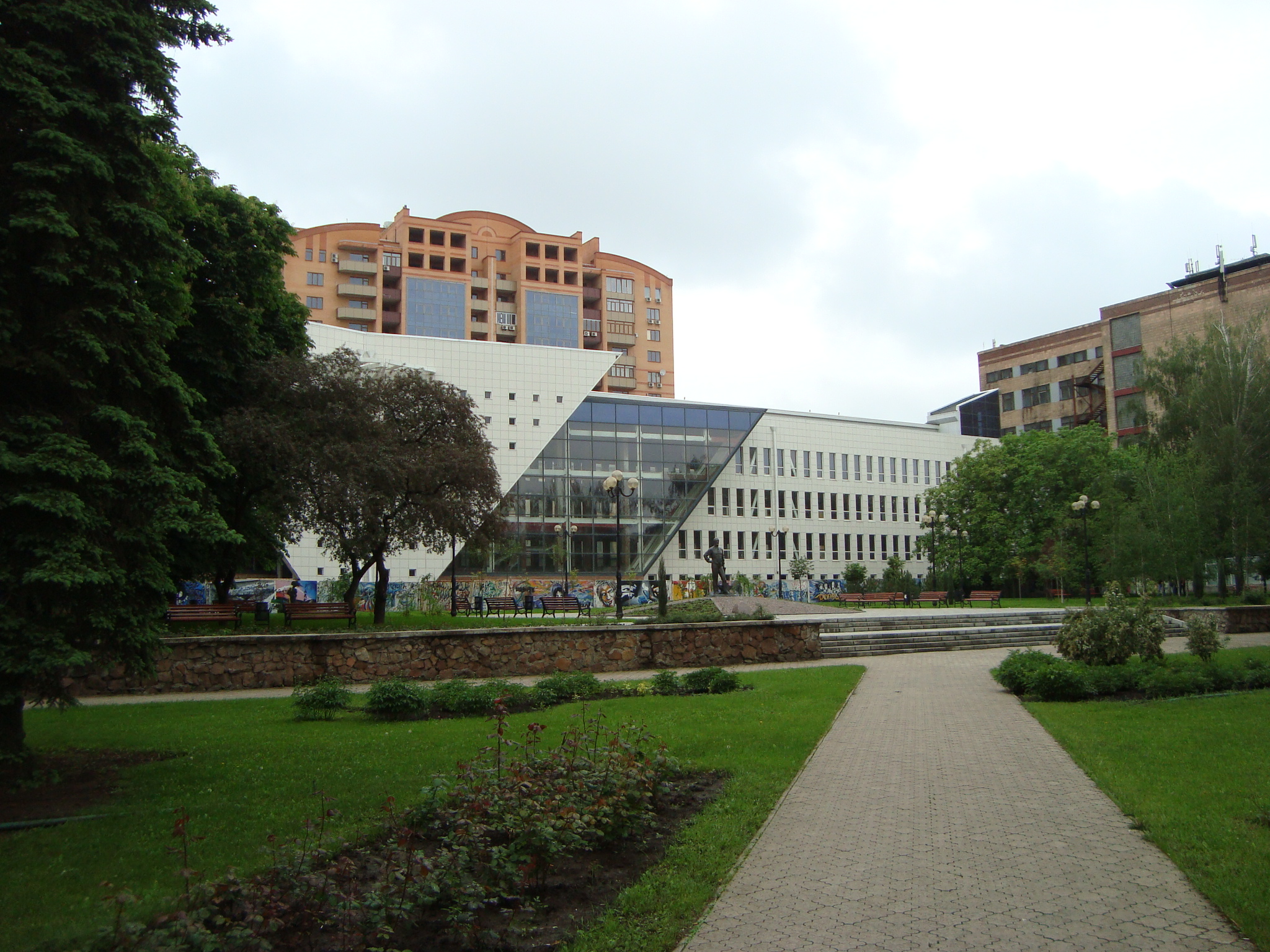
Нова бібліотека та 3-й корпус ДонНТУ

### Бібліотеки
- Бібліотека імені Крупської (вул. Артема,)
- Наукова медична бібліотека (бул. Пушкіна, 26)

### Наукові установи району
У Ворошиловському районі базується керівництво Донецького наукового центру НАН України і МОН України, що складається з 10 установ НАН України, зокрема на території району:
- Інститут економіки промисловості НАН України
- Інститут прикладної математики і механіки НАН України
- Інститут фізико-органічної хімії та вуглехімії імені Л. М. Литвиненка НАН України
- Фізико-технічний інститут імені О. О. Галкіна

### Заклади вищої освіти
- Донецький національний університет
- Донецький національний технічний університет
- Донецький національний університет економіки і торгівлі імені Михайла Туган-Барановського
- Донецький державний університет управління
- Державний університет інформатики і штучного інтелекту
- Донецька державна музична академія імені С. С. Прокоф'єва
- Донецький інститут автомобільного транспорту

### Заклади середньо-спеціальної та професійної освіти
- технікуми

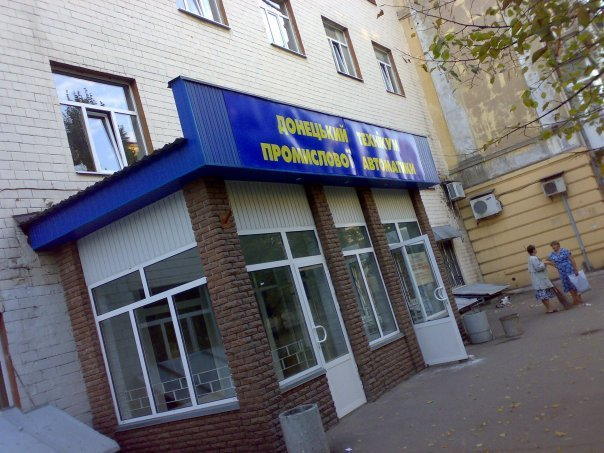
Технікум промавтоматики

  - Донецький політехнічний технікум (вул. Челюскінців, 159)
  - Донецький технікум промислової автоматики (вул. Горького, 163)
  - економіко-технічний
- Донецький коледж будівництва і архітектури (Комсомольський пр., 3)
- Донецьке музичне училище (вул. Рози Люксембург, 23)

### Заклади середньої освіти
- Донецька Класична Гуманітарна Гімназія (ДКГГ)
- Український гуманітарний колегіум (Шкільний бул., 15)
- ліцей № 22 «Лідер»
- Навчально-виховний комплекс № 5 (Донецька загальноосвітня школа № 5)(Шкільний бульвар, 15)
- гімназії № 15, № 18
- приватна школа «Сучасник» (пр. Гурова, 15а)
- Донецький коледж ()
- школи № 1, 2, 3, 9, 13, 14, 17,..

### Заклади дошкільної освіти, дитячі садки
- № 2 (пр. Гурова, 3)
- № 3 «Мотильок» (пр. Богдана Хмельницького, 96а)
- № 13 «Оленка» (вул. 50-річчя СРСР, 155а)
- № 15 «Дружок» (Університетська вул., 38в)
- № 18 (Шкільний бул., 15)
- № 22 (вул. 50-річчя СРСР, 151а)
- № 26 (вул. Університетська, 37)
- № 50 (вул. Університетська, 5)
- № 60 (НВК № 1) (вул. Університетська, 6а)
- № 71 (вул. Рози Люксембург, 3а)
- № 127 «Космонавт» (Університетська вул., 39)
- № 131 (бул. Пушкіна, 35)
- № 132 «Сонечко» (вул. Щорса, 15а)
- № 136 (пр. Комсомольський, 6)
- № 137 (вул. Щорса, 25а)
- № 144 (вул. Челюскінців, 51а)
- № 167 (для дітей з вадами опорно-рухового апарату) (вул. Університетська, 38)
- № 200 «Журавушка» (пр. Ілліча 11а)
- № 210 (Університетська вул., 46а)
- № 292 «Козачок» (приватний) (пр. Гурова, 15а)
- № 294 «Лісова казка» (вул. 50-річчя СРСР, 151а)
- № 327 (вул. 50-річчя СРСР, 95)
- № 334 (бул. Шевченка, 19Б)
- № 363 «Корн» (пр. Дзержинського, 8Б)
- ТОВ "Центр розвитку дитини «Брилликид» (вул. Постишева, 83а)
- ТОВ "Дитяча академія «Гармонія» (вул. Рози Люксембург, 72)

### Інші освітні заклади
- Донецький Обласний Палац дитячої та юнацької творчості
- The London School Of English
- Будинок дитячої та юнацької творчості (пр. Богдана Хмельницького, 88а)
- Обласний автоучкомбінат (Первомайська вул., 39)
- Комп'ютерна академія «Шаг»

## Охорона здоров'я
- Станція швидкої допомоги (вул. Щорса, 47)
- Центральна міська клінічна лікарня № 1
- Міська клінічна лікарня № 4 (студентська)
- поліклініка № 5

## Бізнес і туризм
- Історичний Критий ринок.

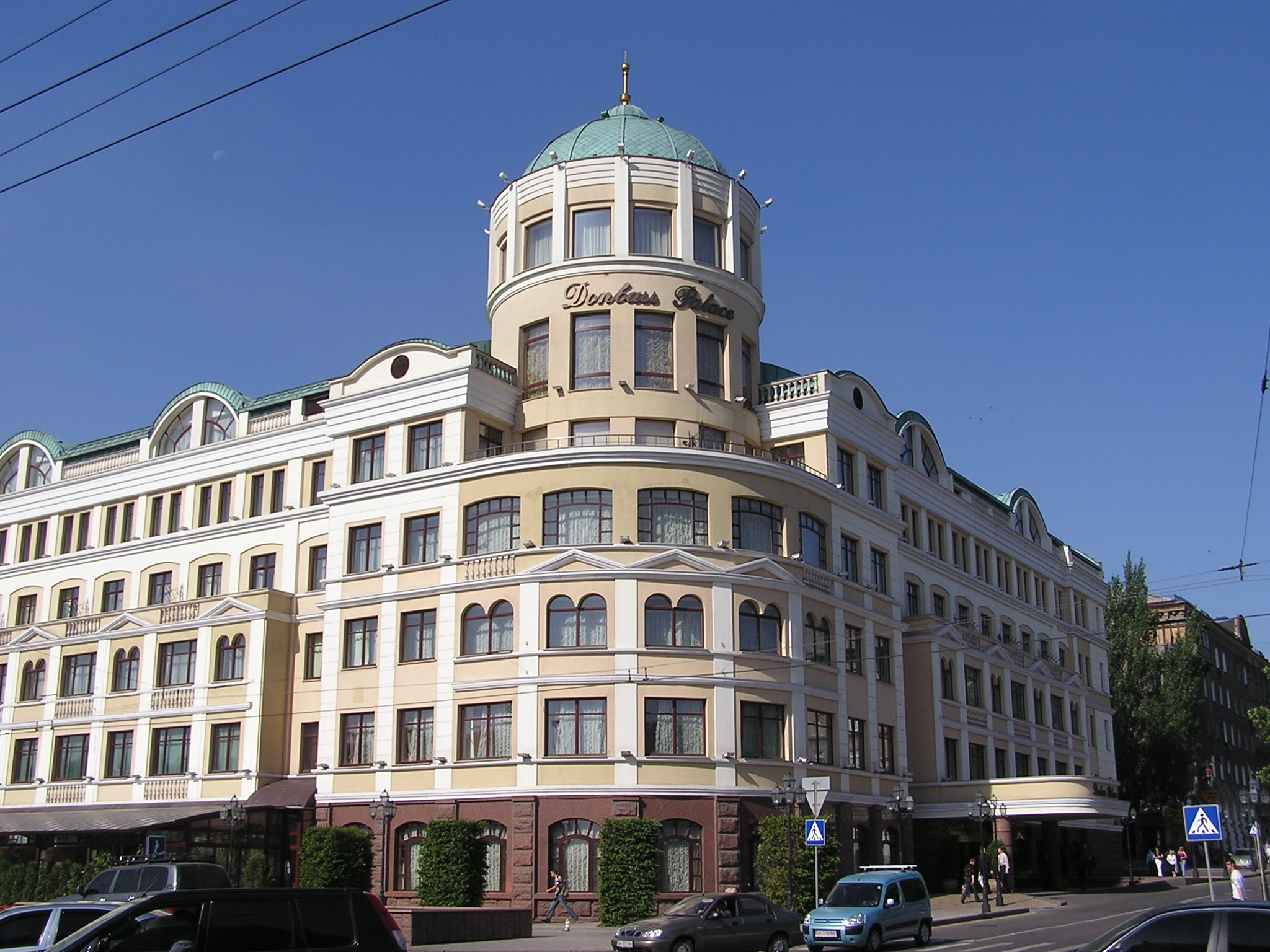
Готель «Донбас Палас»

- Торгові комплекси «Білий лебідь», «ЦУМ», ТРЦ «Золоте кільце», ТРЦ «Декор-Донбас», ТЦ «Планета», «Green Plaza» ТРЦ «Yellow», ТЦ «Континент», «Центавр плаза», «Центавр плаза-2», ТК «Москва», Comfy, тощо.
- Бізнес-центри: «Столичний», «Форум», «Фаворіт-2002», тощо.
- Готелі «Донбас Палас» (5*, один з найкращих в Україні), «Україна», «Київ», «Динамо», «Park Inn», «Дружба» (знесений), «Велика Британія», «Атлас» (Ramada ?) (колишній готель «Турист»), «Олімп», «Єва», «Джон Хьюз»,…

## Промисловість
- хлібозавод № 5 Донецького булочно-кондитерського комбінату(ДБКК)
- управління та центральна прохідна Донецького металургійного заводу (основні виробничі потужності на території Ленінського району)
- дирекція Донецького метрополітену

## Спорт
- Стадіон «Шахтар»
- Палац спорту «Динамо»
- Палац спорту «Шахтар»

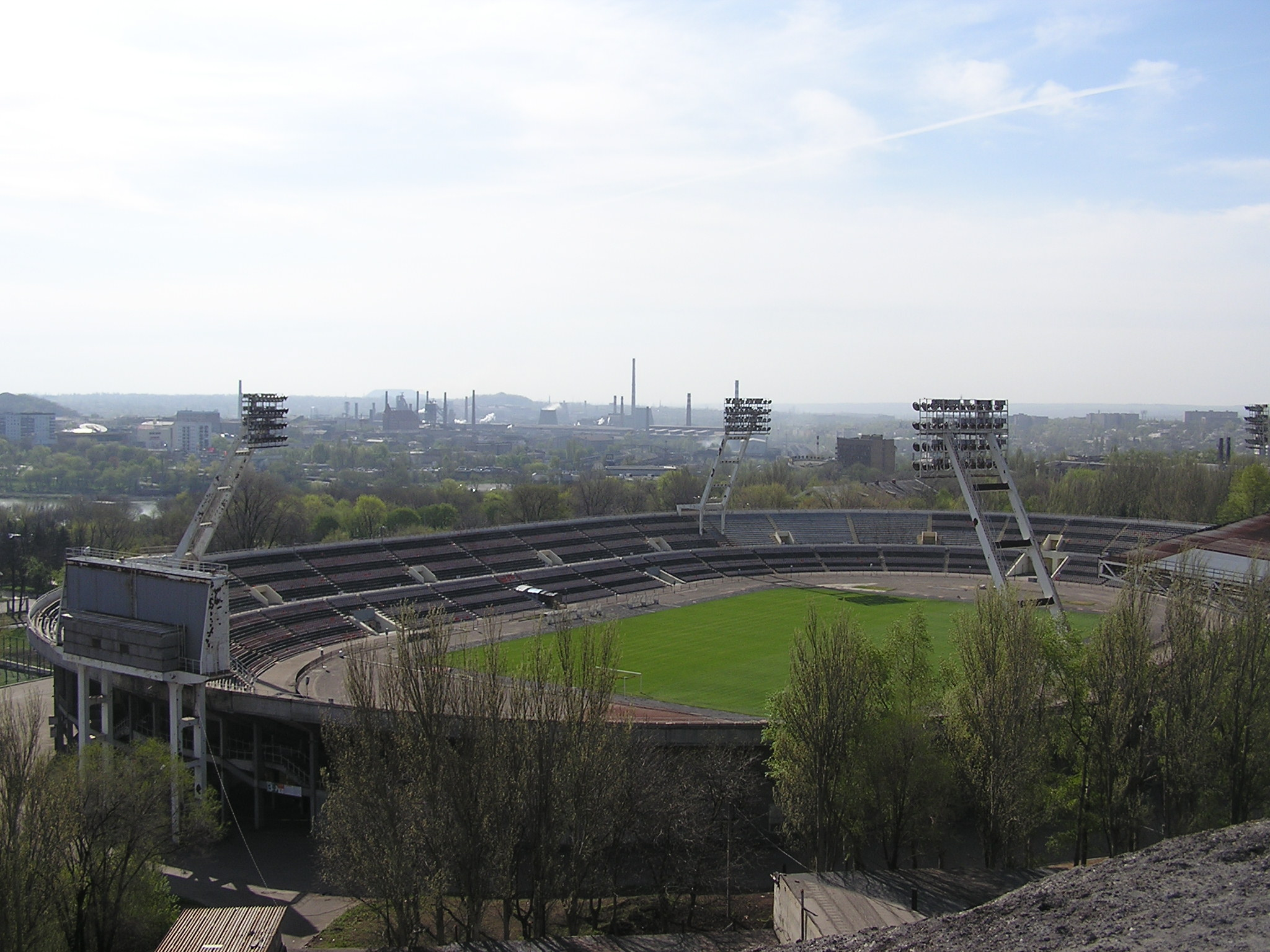
Стадіон «Шахтар» у Донецьку

- Школа олімпійського резерву № 2

## Житлові квартали та комплекси

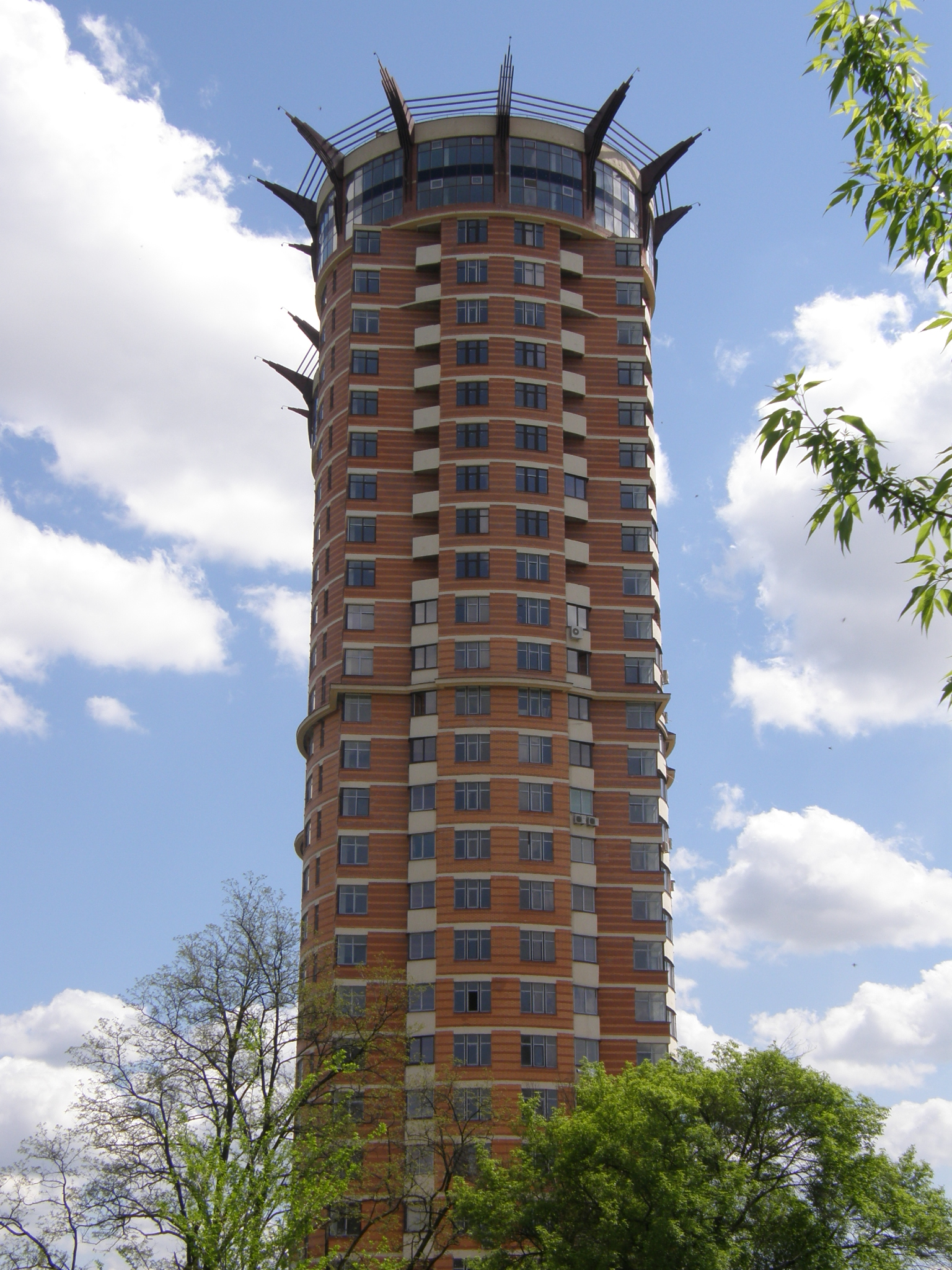
«Королівська вежа»

Забудова району на 90 % багатоповерхова. Приватні будинки залишились на північному сході і півдні району. Але їх поступово заміняють елітні житлові і офісні будівлі.
- ЖК «Королівська вежа» (King's tower, найвищій хмарочос Донецька висотою 112 м, має 29 поверхів, адреса вул. Коваля, 65а), Атлант, Кастл, Наука, Біс, …

## Транспорт

### Основні вулиці району

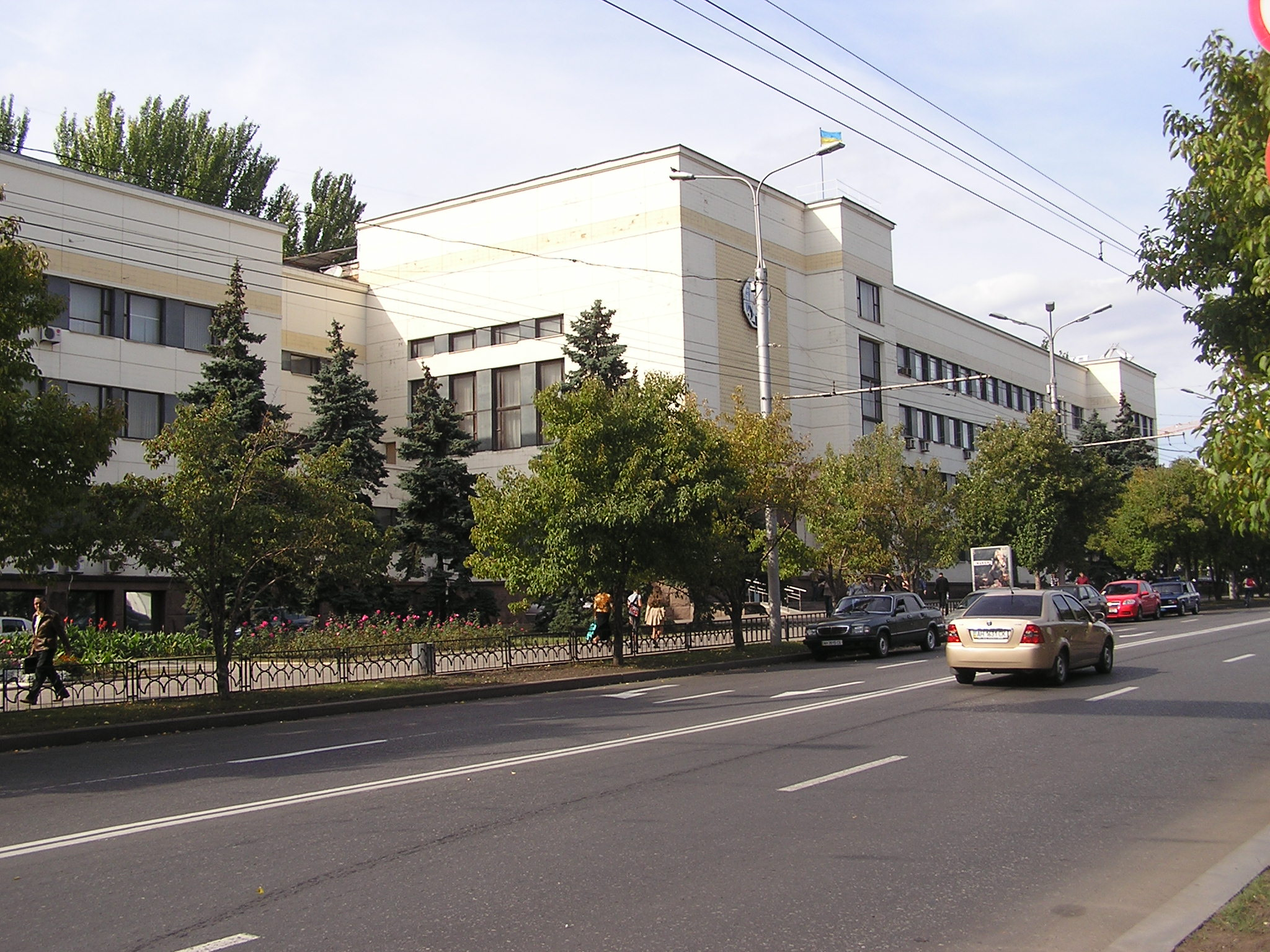
Вулиці Артема та Виконком Ворошиловського району міста Донецька

У Ворошиловському районі дотримана практично сувора прямокутна мережа вулиць — ті, що йдуть з півдня на північ називаються саме вулицями (раніше — лініями), з заходу на схід — проспектами. Але є досить не значні виключення, пов'язані із природним рельєфом уздовж узбережжя Кальміусу.
Вулиці
- Вул. Артема (центральна вулиця міста),
- Університетська вул.,
- Вул. Челюскінців,
- Вул. Постишева,
- Вул. Щорса,
- Вул. Рози Люксембург,
- Вул. 50-річчя СРСР,
- Набережна вул.,
- Вул. Шекспіра,
- Вул. Горького,
- Вул. Кобозева,
- Червоноармійська вул.,
- Вул. Зелена,
- Вул. Генерала Антонова та інші;

Проспекти
- Просп. Ілліча,
- Просп. Гурова,
- Просп. Лагутенко,
- Просп. Праці,
- Просп. Полеглих Комунарів,
- Садовий просп.,
- Просп. Дзержинського,
- Комсомольський просп.,
- Просп. Богдана Хмельницького,
- Просп. Миру,
- Просп. Ватутіна,
- Просп. Гринкевича,
- Театральний просп.,
- Просп. Маяковського,
- Просп. 25-річчя РСЧА та інші;

Бульвари
- Бул. Пушкіна (з півдня на північ),
- Бул. Шевченка (з заходу на схід),
- Шкільний бул. (з півночі на південь у північно-східній частині району).

Площі
- Пл. Леніна,
- Пл. Дзержинського,
- Пл. Комунарів,
- Пл. Конституції,
- Театральна пл.
- Радянська пл.

### Міський транспорт
Південний автовокзал — головний автобусний міжміський хаб міста. Сполучає місто, переважно, з місцями відпочинку на узбережжі Азовського моря.
Автостанції «Критий ринок», «Центр» — автостанції міського і приміського сполучення, обслуговують міські маршрути та маршрути до прилеглих населених пунктів.